# François Guérin (écrivain)
Pour les articles homonymes, voir Guérin et François Guérin.
François Guérin, né le 5 septembre 1952 à Ottawa, est un écrivain canadien de langue française.  

## Biographie
Après des études en France en composition musicale, en perception musicale, puis en psychologie sociale, il obtient en 1988 un doctorat en musicologie de l'Université de Montréal. En tant que musicologue, il contribue à diverses publications dont l'Encyclopédie de la musique au Canada.   
Ses deux premiers romans, Mémoires d'outre-bombe et Le Germe, paraissent respectivement en 1998 et 1999.  
Au début du XXIe siècle, il aborde des textes biographiques et historiques, centrés sur des artistes : Messire Benvenuto (2001) évoque la vie du sculpteur Benvenuto Cellini, Sur la piste de Callas (2004), le pouvoir de séduction du chant de la cantatrice Maria Callas et Prodige noir (2006) se veut une fiction relatant la carrière du premier pianiste noir à oser aborder le répertoire de la musique classique. 
En 2008, Jusqu'au pied de la pente renoue avec le roman psychologique. Avec La Peur du pire, il propose cette fois une fable urbaine satirique autour d'une cantine mobile et traite notamment des résistances devant le changement et des indécisions par crainte du pire. 
En 2013, paraît un ouvrage de fiction, La Ruée vers l'or, à partir du célèbre film du même nom de Charlie Chaplin. Roman inspiré d'un film, cette fois, au lieu d'un film inspiré d'un roman, l'histoire se déroule du point de vue de Jim McKay, comparse de Charlie Chaplin dans le film, et traite entre autres des thèmes de la cupidité et de l'ambition insensée.

## Œuvre

### Romans
- Mémoires d'outre-bombe, Éditions JCL, 1998  (ISBN 978-2-89431-182-0)
- Le Germe, Éditions JCL, 1999  (ISBN 2894312202)
- Messire Benvenuto, 2001  (ISBN 9782894312445)
- Sur la piste de Callas, 2004  (ISBN 9782894313015)
- Prodige noir, 2006  (ISBN 9782894313237)
- Jusqu'au pied de la pente, Éditions JCL, 2008  (ISBN 9782894313923)
- La Peur du pire, Éditions JCL, 2012  (ISBN 9782894314579)
- La Ruée vers l'or, Éditions JCL, 2013  (ISBN 9782894314784)
- La Vie, c'est glauque!, Éditions Pierre Tisseyre, 2021  (ISBN 9782896334520)

### Musicologie
- « Liste des articles de François Guérin dans l'Encyclopédie de la musique au Canada », sur www.thecanadianencyclopedia.ca (consulté le 26 septembre 2019).
- François Guérin, « Aperçu du genre électroacoustique au Québec », Circuit : musiques contemporaines, vol. 4, nos 1-2,‎ 1993, p. 9–32 (ISSN 1183-1693 et 1488-9692, DOI 10.7202/902061ar, lire en ligne, consulté le 27 avril 2023).
- À l'écoute de la musique d'ici : les musiques électroacoustiques (Centre de musique canadienne, Montréal 1983)[5].
- Entre le départ et l'arrivée, un regard sur Francis Dhomont dans Itinéraires, Montréal, Diffusion i MéDIA, 1991 (ISBN 2-9802697-0-0), p. 45-112
- Autres contributions : « François Guérin », sur electrocd (consulté le 11 janvier 2024).